# سی۲۰۱۱ دبلیو۳ (لاوجوی)

مراحل گذر دنباله‌دار سی۲۰۱۱ دبلیو۳ لاوجُوی از هاله خورشید

دنباله‌دار سی۲۰۱۱ دبلیو۳ لاوجُوی (به انگلیسی: C/2011 W3 Lovejoy)، با نام رسمی سی/۲۰۱۱ دبلیو۳ (لاوجُوی)، یک دنباله‌دار با دورهٔ تناوب طولانی و کروز سانگریزر است. در نوامبر ۲۰۱۱ ستاره‌شناس آماتور استرالیایی تری لاوجوی آن را یافت. حضیض خورشیدی، این دنباله‌دار آن را در ۱۶ دسامبر سال ۲۰۱۱، به درون هاله خورشید کشاند و سپس به صورت یک‌پارچه از آن مهلکه بیرون آمد، هر چند که تا حد زیادی این رویداد بر آن تأثیر داشته است.
از آنجا که گزارش‌های مربوط به دنباله‌دار لاوجُوی در آستانهٔ شانزدهمین سالگرد راه‌اندازی ماه‌وارهٔ سوهو و با کمک همین ماه‌واره گردآوری شده، آن را به عنوان " دنباله‌دار تولد بزرگ سال ۲۰۱۱" می‌شناسند، و چون لاوجُویِ ۲۰۱۱ در زمین در طول تعطیلات کریسمس مشاهده شد آن را به نام مستعار "دنباله‌دار کریسمس بزرگ سال ۲۰۱۱" نیز می‌خوانند.